# Pentti Linnosvuo
Pentti Linnosvuo, född 17 mars 1933 i Vasa, död 13 juli 2010 i Helsingfors, var en finländsk sportskytt.
Linnosvuo blev olympisk guldmedaljör i fripistol vid sommarspelen 1956 i Melbourne.

## Utmärkelsetecken
- Finlands idrottskulturs stora förtjänstkors,  1998[2]

[Redigera Wikidata]